# Komposition Z VIII
Komposition Z VIII ist der Titel eines Gemäldes von László Moholy-Nagy aus dem Jahr 1924. Es entstand zu der Zeit, als der Künstler am Dessauer Bauhaus Lehrer war. Das abstrakte Bild ist dem Konstruktivismus zuzuordnen und gehört seit 1959 zur Sammlung der Berliner Neuen Nationalgalerie.

## Hintergrund und Beschreibung
Z VIII gehört zu der Serie von Bildkompositionen, die Moholy-Nagy in den Jahren 1922 bis 1926 schuf. Der Künstler sah seine Arbeiten jener Zeit rückblickend als „Bemühungen, die dahin zielen, selbst den farbstoff (das pigment) zu überwinden oder ihn wenigstens soweit wie möglich zu sublimieren, um aus dem elementaren material der optischen gestaltung, aus dem direkten licht, den ausdruck zu realisieren. das war intuitiv die zielsetzung des konstruktivismus, wenn auch seine praxis höchstens bis zu einer technischen vorstufe, zu der spritztechnik gelangte.“ (bauhaustypische Kleinschreibung wie im Original).
Moholy-Nagy experimentierte später mit der Spritztechnik, aber die Komposition Z VIII weist einen gleichmäßigen Farbauftrag mittels Pinsel auf. Die geometrischen Formen Kreis, Trapez, senkrecht gestrecktes Parallelogramm und Dreieck überlappen, durchdringen und kreuzen sich rechtwinklig. Sie erzeugen so unterschiedliche durchscheinende Farben und Helligkeitswerte. Zwei der für Moholy-Nagys Bauhauszeit typischen transparenten Kreisscheiben befinden sich angeschnitten überlagernd rechts oben im Bild in Weiß und links unten in Schwarz. Moholy-Nagy erzeugt mit diesen Überlagerungen räumliche Tiefe aus der zweidimensionalen Fläche, ohne die Konstruktion einer Perspektive zu verwenden, wie sie traditionell in der realistischen Malerei gebräuchlich ist. Zudem ist die Leinwand nicht grundiert und erhält nach Ansicht von Dieter Honisch, dem ehemaligen Direktor der Berliner Neuen Nationalgalerie, dadurch den Charakter eines Objekts. Die Kunsthistorikerin Joyce Tsai beschreibt Moholy-Nagys Maltechnik in diesem Bild als Temperamalerei auf nicht grundierter Leinwand, deren kreidige Struktur die Textur des Pinselstriches und damit die „Hand des Künstlers“ verbergen soll. Moholy-Nagy versucht mit der Farbauswahl in Verbindung mit den strengen geometrischen Formen die „Illusion leuchtender, kristalliner Formen zu erzeugen.“ Der Kunsthistoriker Walter Kambartel sieht sich in der Komposition, die die flächigen Elemente wiederholt, an Claude Monets Serie über die Kathedrale von Rouen erinnert. Er erkennt eine Lichtmalerei, die allerdings eine Gegenposition einnimmt, weil sie Moholy-Nagy durch Transparenz eine Wechselwirkung erzeugt, ähnlich wie in gotischen Kirchenfenstern, und nicht wie bei Monet durch Spektralfarben hervorgerufen wird.

Zwei weitere Werke der Z-Serie
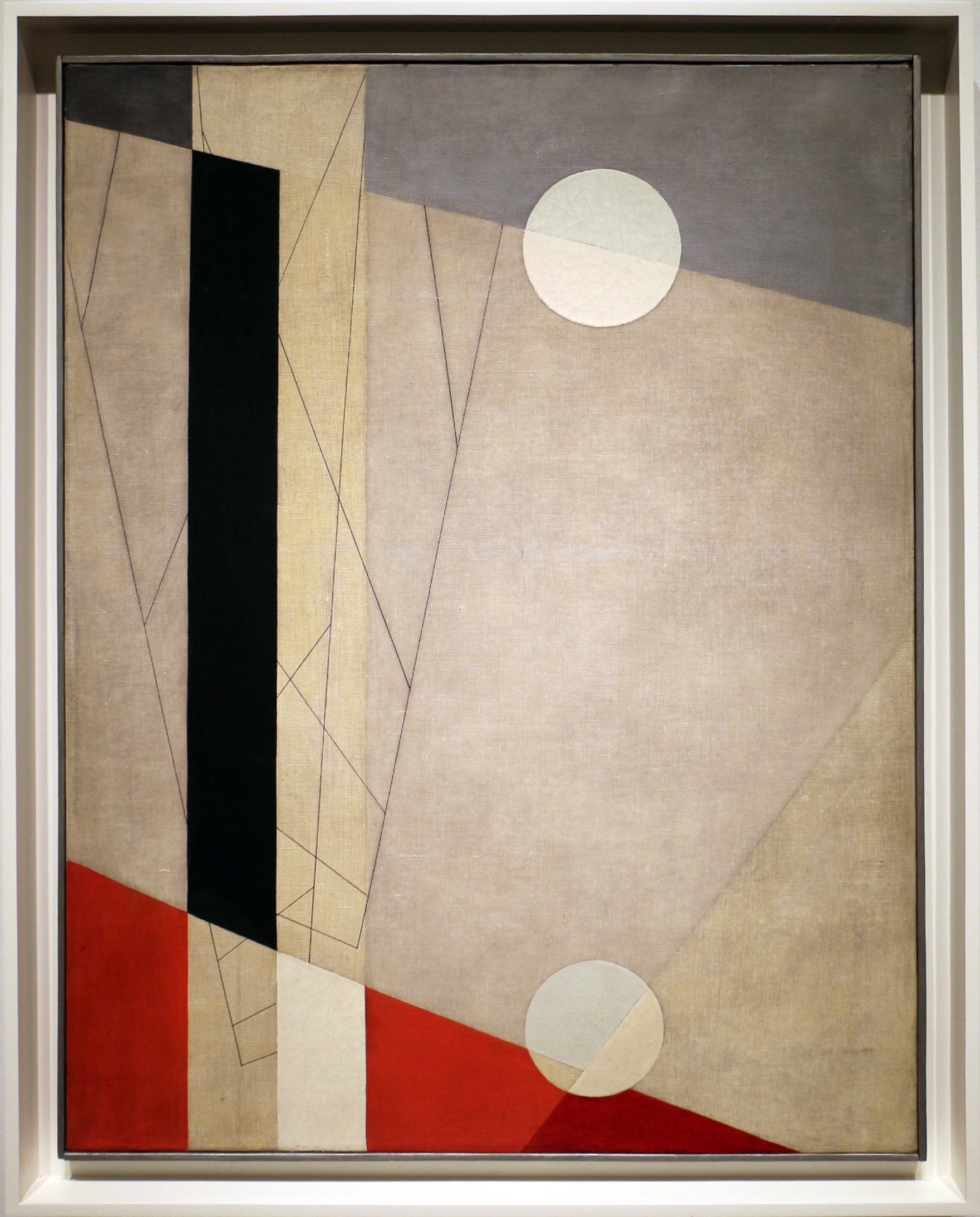
Z VI (1925, Harvard Art Museums)
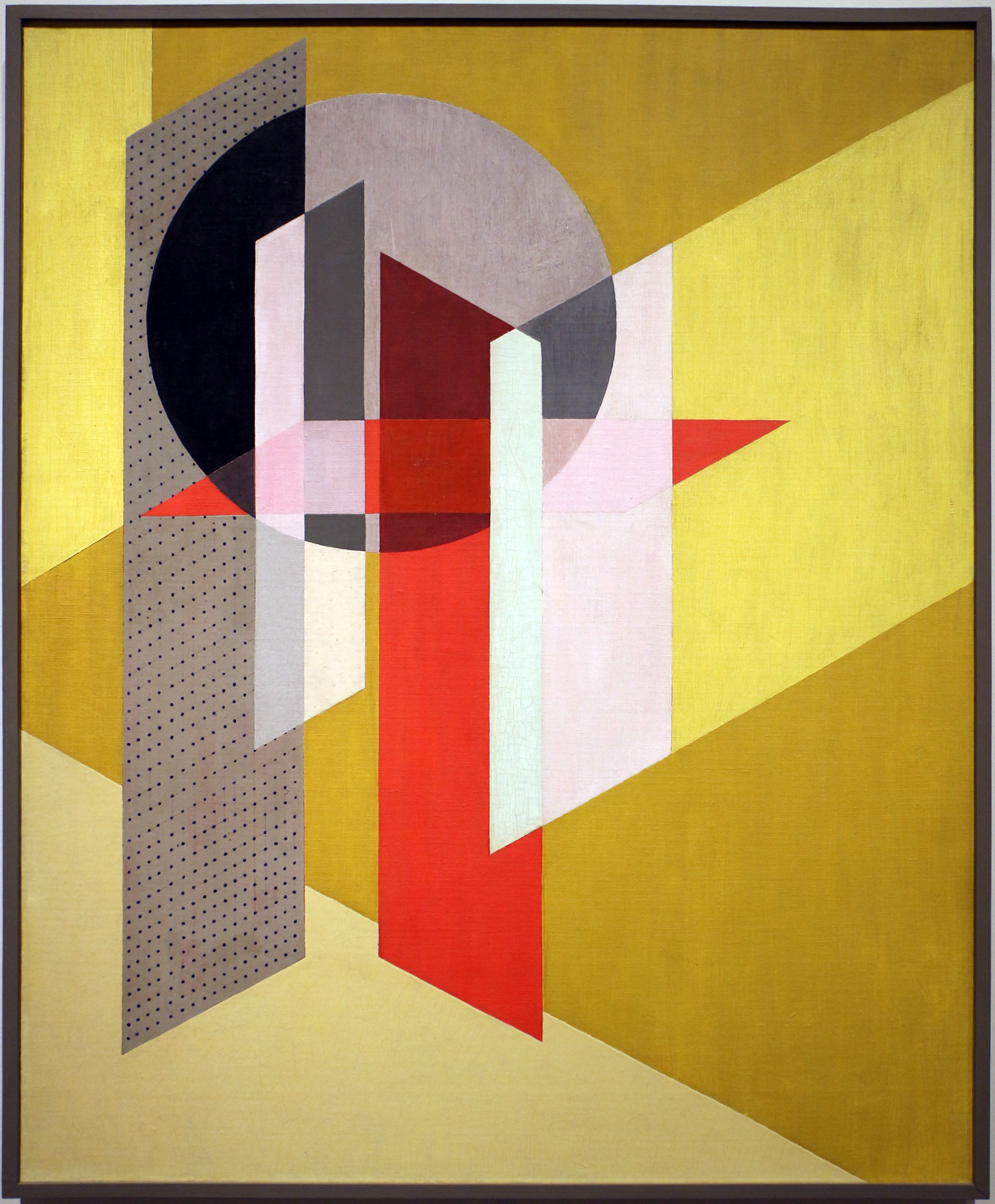
Z VII (1926, National Gallery of Art)

## Provenienz und Ausstellung (Auswahl)
Das Bild Komposition Z VIII gehörte zur Sammlung des Kunsthändlers Hans-Hellmut Klihm (1917–1980). 1959 erwarb es die Neue Nationalgalerie, Berlin vom Kunstkabinett Klihm in München. Es ist seitdem dort unter der Inventarnummer NG 5/59 verzeichnet.
- 24. September bis 19. November 1961: Der Sturm. Herwarth Walden und die Europäische Avantgarde, Berlin 1912–1932. Westberliner Neue Nationalgalerie in der Großen Orangerie Schloss Charlottenburg
- Oktober bis November 1967: Avantgarde Osteuropa 1910–1930. Neuer Berliner Kunstverein und Akademie der Künste
- 2. August bis 16. Oktober 1977: Tendenzen der Zwanziger Jahre. 15. Europäische Kunstausstellung Berlin 1977. Neue Nationalgalerie, Akademie der Künste und Große Orangerie Schloss Charlottenburg
- 11. November 1983 bis 6. Januar 1984: Kosmische Bilder in der Kunst des 20. Jahrhunderts. Staatliche Kunsthalle Baden-Baden
- 11. Februar bis 7. April 1991: László Moholy-Nagy. Institut Valencià d’Art Modern Centre Julio González, Valencia, Spanien
- 27. Mai bis 7. September 2016: Moholy-Nagy: Future Present im Solomon R. Guggenheim Museum, New York
- 2. Oktober 2016 bis 3. Januar 2017: Moholy-Nagy: Future Present im Art Institute of Chicago.[7]